# The Valet Who Stole the Tobacco
The Valet Who Stole the Tobacco è un cortometraggio muto del 1906 diretto da Lewin Fitzhamon.

## Trama
Un uomo mescola un intruglio nel suo tabacco per poter smascherare un valletto ladro che ruba la preziosa miscela.

## Produzione
Il film fu prodotto dalla Hepworth.

## Distribuzione
Distribuito dalla Hepworth, il film - un breve cortometraggio di 53,3 metri - uscì nelle sale cinematografiche britanniche nel giugno 1906.
Si conoscono pochi dati del film che, prodotto dalla Hepworth, fu distrutto nel 1924 dallo stesso produttore, Cecil M. Hepworth. Fallito, in gravissime difficoltà finanziarie, il produttore pensò in questo modo di poter almeno recuperare il nitrato d'argento della pellicola.